# Иванс, Дайнис
Дайнис Иванс (латыш. Dainis Īvāns; 25 сентября 1955, Мадона) — латвийский политик, советский и латвийский журналист.

## Биография
Родился 25 сентября 1955 года в Мадоне. Закончил Мадонскую 1-ю среднюю школу, затем филологический факультет ЛГУ имени П. Стучки. Преподавал латышский язык и литературу в школе, затем стал сотрудником Театрального музея, заместителем директора Литературно-художественного музея Райниса по научной работе.
С 1979 года публиковал статьи о театре и литературе, работал литературным сотрудником Латвийского телевидения. В 1982 году опубликовал проникновенный некролог на смерть Л.И. Брежнева.
С 1986 г. сотрудник журнала «Skola un Ģimene» (Школа и семья), писал на экологические темы и о сохранении национальной идентичности латышей в «Skolotāju Avīze» (Учительская газета. — лат.) un «Padomju Jaunatne» (Советская молодёжь. — лат.).
Приобрёл известность в 1986 году борьбой против строительства Даугавпилсской ГЭС. За опубликованную в соавторстве с Артуром Снипом в газете «Literatūra un Māksla» (Литература и искусство. — лат.) статью «Думая о судьбе Даугавы» («Par Daugavas likteni domājot»), направленной против строительства Даугавпилсской ГЭС, получил премию Союза журналистов Латвийской ССР 1986 года.
В 1987 году инициировал общественную кампанию за сохранение излучин Даугавы возле Даугавпилса (Даугавас локи), добившись решения Совета Министров СССР об остановке строительства ГЭС мощностью 300 МВт.
Дайнис Иванс выступал на народной манифестации в Межапарке 7 октября 1988 года и 9 октября был избран председателем Народного фронта Латвии.
Был делегатом XIX конференции КПСС, Народным депутатом СССР (1989—1991). В 1990 году был избран депутатом Верховного Совета Латвийской ССР, стал первым заместителем его председателя. Проголосовал за Декларацию о восстановлении независимости Латвии.
В 1992 году сложил мандат депутата.
Работал в газете «Neatkarīgā Cīņa» комментатором и зав. отделом культуры, был редактором газеты «Literatūra. Māksla. Mēs» (Литература, искусство, мы) в 1995—1999 гг., вёл телепрограмму «Laikmeta pieskāriens» (Прикосновение эпохи).
В 1998 году вступил в ЛСДРП, возглавлял эту партию с 2002 по 2005 год.
С 2001-го по 2009 год был депутатом Рижской думы, в 2001—2005 гг. возглавлял думский комитет по культуре, в 2006—2009 гг. — комитет по среде.

## О выходе Латвии из СССР
«Ни о каком отделении речи вообще не может быть. Для нас суверенитет — это определение таких четких функций, которые отданы в компетенцию республики. Это право республики выразить свое вето по вопросам, которые касаются ее интересов. Суверенитет в нашем понимании — это еще и возможность прямых отношений между республиками Союза и зарубежными государствами — и прежде всего экономических отношений. Мы считаем, что в федерации советских республик общими для всех республик должны быть лишь военный и дипломатический аппараты, а в остальных сферах это естественные экономические, политические, культурные взаимоотношения. Не случайно мы на XIX партийной конференции провозгласили тезис о повышении самостоятельности республик, децентрализации. Если будут самостоятельными и сильными республики, значит, сильным будет и государство, весь наш Союз. В Латвии — я говорю это со всей ответственностью — нет такой политической силы, которая может осуществить выход из состава Советского Союза. Но, очевидно, мы должны думать о создании такой федерации равноправных, самостоятельных республик, для которых выход из состава федерации или исключение из нее было бы самым большим наказанием, самой большой бедой». Интервью делегата XIX конференции КПСС Д. Иванса газете «Комсомольская правда».

## Награды
- Медаль Балтийской ассамблеи (2009)[2]